# Chambre de commerce et d'industrie de région Auvergne-Rhône-Alpes
La chambre de commerce et d'industrie de région Auvergne-Rhône-Alpes est une chambre de commerce et d'industrie (CCI) française créée le 1er janvier 2017 par fusion des précédentes CCI Auvergne et de la CCI Rhône-Alpes, faisant suite à la fusion de ces 2 régions le 1er janvier 2016. Son siège est à Lyon.

## Mission
C'est un organisme chargé de représenter les intérêts des entreprises commerciales, industrielles et de service d'Auvergne et de Rhône-Alpes, et de leur apporter certains services. Elle mutualise et coordonne les efforts des différentes CCI d'Auvergne-Rhône-Alpes. Une partie des missions est appelée à devenir payante d'ici 2021.
Comme toutes les CRCI[Quoi ?], elle est placée sous la tutelle du préfet de région représentant le ministère chargé de l'industrie et le ministère chargé des PME, du Commerce et de l'Artisanat.

## CCI en faisant partie
Les quatorze CCI de la CCI régionale sont les suivantes :
- chambre de commerce et d'industrie de l'Ain
- chambre de commerce et d'industrie de l'Allier
- chambre de commerce et d'industrie de l'Ardèche
- chambre de commerce et d'industrie du Cantal
- chambre de commerce et d'industrie de la Drôme
- chambre de commerce et d'industrie de Grenoble
- chambre de commerce et d'industrie Nord-Isère
- chambre de commerce et d'industrie de la Haute-Loire
- chambre de commerce et d'industrie Puy-de-Dôme Clermont Auvergne Métropole
- chambre de commerce et d'industrie Lyon Métropole Saint-Étienne Roanne
- chambre de commerce et d'industrie du Beaujolais
- chambre de commerce et d'industrie de la Savoie
- chambre de commerce et d'industrie de la Haute-Savoie